# 2ピストルズ
2ピストルズ（2 Pistols、本名: ジャーミー・レモント・サンダース、1983年6月11日 - ）は、アメリカ合衆国フロリダ州ターポンスプリングス出身のラッパーである。代表曲「She Got It」のヒットで知られている。

## 略歴
1983年6月11日にフロリダ州ターポンスプリングスで生まれる。幼少時代は両親が刑務所に服役していた為、叔母によって育てられた。
高校生の時に地元インディーズから「Dirty Foot」をリリース。しかし時を同じくしてドラッグにハマってしまい、刑務所で服役する事となる。出所した後にプロのラッパーになることを決意。
2008年6月17日に1stアルバム「Death Before Dishonor」をリリース。ビルボードアルバムチャートにて32位を記録した。

## ディスコグラフィー
スタジオ・アルバム
- Death Before Dishonor (2008年)
- Comin Back Hard (2014年)